# Nicolas-Marie Leroy
Pour les articles homonymes, voir Leroy.
Nicolas-Marie Leroy est un homme politique français né le 13 juin 1760 à Saulces-Champenoises (Ardennes) et décédé le 31 août 1832 à Reims (Marne).
Avocat, il est procureur syndic du district de Reims en 1790 puis administrateur du département. Il est élu député de la Marne au Conseil des Cinq-Cents le 24 vendémiaire an IV. Favorable au coup d'État du 18 Brumaire, il est sous-préfet de Reims de 1800 à 1815.

## Sources
- « Nicolas-Marie Leroy », dans Adolphe Robert et Gaston Cougny, Dictionnaire des parlementaires français, Edgar Bourloton, 1889-1891 [détail de l’édition]